# Margarodes peringueyi
Margarodes peringueyi är en insektsart som beskrevs av Charles Kimberlin Brain 1915. Margarodes peringueyi ingår i släktet Margarodes och familjen pärlsköldlöss. Inga underarter finns listade i Catalogue of Life.